# 蔓成然
蔓成然（？—前528年），芈姓，鬬氏，因采邑于蔓，又為蔓氏，名成然，字子旗，中国春秋时期楚国的令尹。鬬韦龟之子。
楚灵王夺了鬬韦龟和蔓成然父子的封地。蔓成然曾经侍奉过蔡公弃疾，前529年，于是和不满楚灵王的薳居、许围、蔡洧叛乱，和公子比、公子黑肱、蔡公弃疾攻入楚都。公子比为王，公子黑肱为令尹。蔡公弃疾让蔓成然对公子比、公子黑肱说楚灵王反攻后来，公子比、公子黑肱害怕自杀。蔡公弃疾即位为楚平王，以蔓成然为令尹。鬬韦龟托付蔓成然给楚平王，且曰：「弃礼违天命，楚国就危险了！」子旗有德于楚平王，不知节制。与养氏勾结，贪得无厌。楚平王担心。前528年九月甲午，楚平王杀子旗，灭养氏之族。使其子鬬辛居郧，表示不忘鬭氏旧勋。